# Angry Birds 2
Angry Birds 2 (hay Angry Birds Under Pigstruction) là phiên bản thứ hai của Angry Birds Classic. Game phát hành trên Android và iOS vào ngày 30/7/2015. Dự định trước đó, Rovio nói rằng game chỉ phát hành iOS dưới dạng phần mềm chưa công bố.

## Cốt truyện
Một ngày như bao ngày khác, Chef Pig (Lợn đầu bếp) và King Pig (Vua Lợn) cử một chú lợn đi ăn cướp trứng của những chú chim nhưng bị phát hiện. Cuối cùng, chú lợn cũng được cứu bởi một chiếc khinh khí cầu của lợn. Và như cũ, chú chim Red phải đuổi theo những chú lợn, và Red cũng phải tìm ra những chiếc chìa khóa để giải thoát cho những chú chim: Blues, Bomb, Mitilda, Sliver,...